# Shirin Musa
Shirin Musa (Quetta, 28 augustus 1977) is de oprichter, directeur en de drijvende kracht achter de Nederlandse vrouwenrechtenorganisatie Femmes for Freedom.

## Levensloop
Musa is geboren in de hoofdstad van de Pakistaanse provincie Beloetsjistan en kwam als baby naar Nederland. Daar startte ze een studie rechten en zij ontmoette in Rotterdam haar Pakistaanse echtgenoot met wie ze in 2002 trouwde voor de Nederlandse wet en later op islamitische wijze. Musa stopte daarna met haar studie. Haar man begon haar al snel emotioneel en fysiek te mishandelen; lang durfde ze geen hulp te zoeken vanuit schaamte, omdat ze haar familie niet ten schande wilde brengen en omdat hij dreigde haar te vermoorden als ze het iemand zou vertellen. Na een aantal jaar wilde ze van haar man scheiden, maar dat kon toen enkel voor de Nederlandse wet. Een islamitisch erkende scheiding kreeg ze niet voor elkaar omdat haar man medewerking weigerde. Omdat er in Nederland een scheiding van kerk en staat is, werd over het algemeen aangenomen dat de Nederlandse rechtspraak geen invloed kan uitoefenen op religieuze contracten, zoals een huwelijk. Hierdoor ontstond voor Musa een situatie van huwelijkse gevangenschap (begrip door Musa geïntroduceerd en gedefinieerd) waar de Nederlandse wet in eerste instantie geen grip op lijkt te hebben. Na haar seculiere scheiding, pakte ze haar rechtenstudie weer op en begon een kort geding tegen haar ex-man. Dit resulteerde in een ongebruikelijke gerechtelijke uitspraak: de rechter gaf haar gelijk en dwong haar man op straffe van een dwangsom mee te werken aan een religieuze scheiding. In 2010 werd het huwelijk ontbonden. Zij is de eerste vrouw uit een moslimgemeenschap die zich heeft ontworsteld uit een islamitisch huwelijk door een religieuze scheiding via het Nederlands recht.
Musa is politiek actief voor de VVD 
en staat op de veertiende plaats op de VVD-kandidatenlijst voor de Eerste Kamerverkiezingen 2023.

## Femmes for Freedom
Shirin Musa's persoonlijke ervaring en de ervaringen van vrouwen die zich tot haar richten omdat ze zich in schrijnende situaties van 'huwelijkse gevangenschap' bevonden, is voor haar de aanleiding geweest om in 2011 Femmes for Freedom op te richten. Met deze organisatie wil Musa de naleving van het VN-Vrouwenverdrag (CEDAW) in woord en daad nastreven. In het bijzonder artikel 16 dat gaat over wereldwijde gelijke behandeling van vrouwen voor, tijdens en na het huwelijk. Femmes for Freedom zet zich daarbij in voor huwelijkse gelijkheid tussen mannen en vrouwen door juridische en financiële ondersteuning aan vrouwen in huwelijkse gevangenschap te bieden, maar ook aan vrouwen die te maken hebben met eerwraak of seksueel geweld, om hen zo te helpen verandering in hun situatie te brengen. Verder richt deze vrouwenrechtenorganisatie zich op onderzoek, politiek lobbywerk en preventie.  
In minder dan een jaar tijd heeft Shirin Musa in de Nederlandse samenleving het begrip huwelijkse gevangenschap geïntroduceerd en politiek geagendeerd. Zo heeft haar campagne Amendement voor vrije en blije vrouwen er in 2012 toe geleid dat de Tweede Kamer heeft ingestemd met het amendement Arib-Hilkens waarin ook het begrip 'huwelijkse gevangenschap' (oftewel 'gedwongen voortzetting van een huwelijk') en achterlating van partner of kind onder de strafbaarheid van het algemene dwangartikel van artikel 284 van het Wetboek van Strafrecht vallen. 
Daarnaast heeft Femmes for Freedom in 2013 onderzoek gedaan naar verborgen vrouwen en de aanbevelingen en aanvullingen van dit onderzoek zijn overgenomen door het College van B&W in Rotterdam, waar in 2017 als uitvloeisel hiervan het Rotterdamse 'Family Justice Centre' van start is gegaan. 
Ze sprak in het Israëlisch parlement (2013) en agendeerde huwelijkse gevangenschap bij diverse internationale fora en organisaties. 
Femmes for Freedom voert ook proefprocessen en zet zich in tegen eerwraak, gedwongen achterlating, gedwongen isolement (verborgen vrouwen), kindhuwelijken  en polygamie. Met laagdrempelige acties, zoals het uitdelen van spiekpennen, probeert de organisatie jonge meiden te wijzen op hun rechten en mogelijkheden. In 2017 kreeg de postercampagne In Nederland kies je je partner zelf veel publiciteit. In Rotterdam waren op abri's foto's te zien van etnisch gemengde zoenende paartjes.

## Erkenning
- 2012: Aletta van Nu Prijs, voor vrouwelijke rolmodellen met doorzettingsvermogen, lef en charisma. "Shirin Musa en Femmes For Freedom spreken de taal van alle groepen in de samenleving en weten zo vele mensen te bereiken en noodzakelijke veranderingen in gang te zetten" (juryrapport).[6]
- 2012: Women Inc Cordaid Stimuleringsprijs derde plaats.
- 2013: Red Hot Women Award in de categorie maatschappij
- 2013: Leah Globe Award van Mavoi Satum, een Israëlische vrouwenrechtenorganisatie die tegen huwelijkse gevangenschap strijdt.
- 2015: Women of Courage Award nominatie door de Amerikaanse ambassade die haar met het State Department selecteerden voor het International Visitors Leadership Program (IVLP). Ze volgde de brede cursus 'Women and Justice' over de aanpak van geweld tegen vrouwen in vijf Amerikaanse staten en werd in dit kader op 21 mei 2015 ereburger van Dallas in Texas.[10]
- 2016: Be a Nelson Award nominatie door de Politie Rotterdam voor haar werk en inzet voor Femmes for Freedom als een samenwerkingspartner in de eenheid Rotterdam.
- 2016: Goot500 vermelding in deze lijst van vijfhonderd mensen die groot en klein onrecht bestrijden van de ontwikkelingsorganisatie Tear en de Evangelische Omroep.
- 2017: Opzij Top 100 een van meest invloedrijke vrouwen in de Nederlandse goede doelen sector.[11]
- 2018: Opzij Top 100 meest invloedrijke vrouw in de categorie non-profit.
- 2019: Liberaal van het Jaar volgens de politieke jongerenorganisatie Vrijheid en Democratie.
- 2019: Pim Fortuynprijs, eervolle vermelding.
- 2019: Opzij Top 100 een van meest invloedrijke vrouwen in de Nederlandse goede doelen sector.
- 2020: Opzij Top 100 een van meest invloedrijke vrouwen in de Nederlandse goede doelen sector.

## Publicaties
- Musa, S. (10-04-2021) Le Monde: 'Nous vous demandons, Monsieur le président, de faire tout ce qui est en votre pouvoir pour combattre la “captivité conjugale'
- Musa, S. (27-08-2020) Het Parool: ‘Ook hier worden vrouwen opgesloten, mishandeld en uitgebuit als huisslaaf’
- Musa, S., Daoudi, T. (29-09-2020) Trouw: 'Geen integratie, maar emancipatie'
- Musa, S. (april/mei 2020) Libelle 75 jaar Vrijheid: column ‘Armoede en vrijheid’
- Nanhoe, A., Batenburg-Eddes, T., Bruggeling, D. M.m.v. Musa, S. (2019). In gesprek met verborgen vrouwen en voormalig verborgen vrouwen. Een onderzoek naar het sociaal isolement van verborgen vrouwen en de mogelijkheden voor preventie en aanpak. Rotterdam: Onderzoek en Business Intelligence Gemeente Rotterdam
- Musa, S. (april 2018) De Idee, politiek-wetenschappelijk blad van de Van Mierlostichting: ‘Shirin Musa vs Rein Jan Renes’
- Musa, S. (22-08-2018) Volkskrant: 'Waarom helpt Nederland zijn meisjes niet?'
- Musa, S. (29-03-2018) Trouw: 'Huwelijkse gevangenschap voorkomen, dat kan wel.'
- Musa, S. (12-07-2017) Volkskrant: 'Oproep aan de Tweede Kamer: hervorm de vrouwenopvang met de vrouwen zelf.'
- Musa, S. (30-05-2017) Volkskrant: 'Wie vrouwenrechten niet op de agenda wil zetten, moet zich schamen.'
- Musa, S. (10-11-2016) Joop: 'Overheid geeft macht aan diegenen die vrouwenrechten schenden.'
- Musa, S. (10-11-2016) Trouw: 'Nog te veel meisjes vechten voor hun rechten.'
- Musa, S., Verhoeven, C. & Tan, S. 2016). Signaleringskaart ‘Huwelijkse onvrijheid’ voor vrijwilligers van maatschappelijke organisaties in Den Haag. Den Haag: Femmes for Freedom.
- Musa, S. (09-02-2016) NRC: ‘Een vrouw die naar vrijheid streeft, verdient onze steun  toch?’
- Musa, S. (11-05-2016) Joop: ‘Niet ieders vrijheid wordt beschermd’
- Musa, S. (04-11-2015) NRC: ‘Geweld tegen vrouwen: subsidie is echt niet alles’
- Eliane Smits van Waesberghe, Iris Sportel, e.a., m.m.v. Shirin Musa, Harrie Jonkman, e.a. Zo zijn we niet getrouwd. Een onderzoek naar omvang en aard van huwelijksdwang, achterlating en huwelijkse gevangenschap. (Verwey-Jonker Instituut, 2014)
- Musa, S., Diepenbrock, E. M.m.v. Van Eijk, E. (2013). Verborgen vrouwen in Delfshaven: Een verkennend onderzoek naar aard, omvang en aanpak, Rotterdam: Stichting Femmes for Freedom.
- Musa, S. (25-07-2013), Vrouwen van Nu: 'Nederlandse wetgeving gaat niet ver genoeg'
- Musa, S. (24-11-2012) Trouw: ‘Neef en nicht samen: soms vrije keus’
- Musa, S. (31-10-2012) Joop: ‘De Onmacht Top-100’
- Musa, S., Zee, M. (23-09-2012) Trouw: ‘Verborgen vrouwen zijn niet dom’
- Musa, S. (25-06-2012) NRC: ’Shariaraad houdt vrouwen gevangen in hun huwelijk’